# Aníbal Portillo
Aníbal Portillo (20 décembre 1914 – 15 février 2010)  est un homme politique salvadorien. Il est membre et homme fort du Directoire civilo-militaire, qui dirige le pays du 25 janvier 1961 au 25 janvier 1962. 